# 苏里耶姆帕拉耶姆
苏里耶姆帕拉耶姆（Suriyampalayam），是印度泰米尔纳德邦Erode县的一个城镇。总人口21893人（2001年）。

## 人口
该地2001年总人口21893人，其中男性11350人，女性10543人；0—6岁人口2431人，其中男1216人，女1215人；识字率64.22%，其中男性为73.56%，女性为54.16%。